# Clara Domínguez
Clara Domínguez Vivero (Santiago de Compostela, 1983) es una neuróloga clínica española que trabaja para mejorar la comunicación entre los médicos y los pacientes, así como para aumentar el acceso de los pacientes a la atención y el apoyo no farmacológicos. 

## Biografía
Estudió en la facultad de medicina de la Universidad de Santiago de Compostela y se formó como neuróloga en el Hospital Clínico Universitario de la misma ciudad. Estuvo en el Centro de Envejecimiento y Memoria de la Universidad de California San Francisco (UCSF) y como observadora en el campo de la demencia en la División de Envejecimiento del Departamento de Neurología en el Hospital Presbiteriano, Universidad de Columbia, Nueva York.
Ha trabajado como neuróloga en el Hospital de Ferrol, en el Hospital de Santiago de Compostela, en el hospital HM Rosaleda de Santiago de Compostela y en el Hospital de Pontevedra, donde ejerce en la actualidad.
Se doctoró en el Instituto de Investigación Sanitaria de Santiago de Compostela (IDIS, 2021). En su investigación descubrió una nueva diana terapéutica para el abordaje de la migraña. El hallazgo constituyó la primera investigación en todo el mundo que demuestra la intervención de la inmunidad en la migraña. El análisis demostró que unos receptores de esta inmunidad, denominados toll-like, que reconocen señales inflamatorias y de estrés de nuestro propio organismo, están afectados en los pacientes con migraña, causando el desencadenamiento de nuevas crisis y, en especial, en la cronificación de la crisis de migraña.
Ha participado en varios proyectos de investigación relacionados con los biomarcadores de la enfermedad de Alzheimer y la demencia frontotemporal (DFT). Además de centrarse en los esfuerzos para encontrar tratamientos efectivos para la demencia y detener la progresión de la enfermedad. Asimismo, defiende la importancia de brindar atención y apoyo adecuados para quienes sufren los efectos del deterioro cognitivo y a sus familias.
Es Atlantic Fellow for Equity in Brain Health del GBHI (Global Brain Institute) y como tal espera estar en contacto con planes y experiencias en otros países; también con expertos en otros campos que puedan ofrecer su visión sobre la mejor manera de enfrentar este desafío como sociedad.

## Publicaciones
- Alteración de la Inmunidad Innata en la Migraña. Papel de los Receptores TLR-2 Y TLR-4 como Elementos Clave en la Cronificación de la Migraña y Posibles Dianas Terapéuticas. Investigador Principal: Rogelio Leira Muiño. Colaboradores: Francisco Martínez Vázquez, Xiana Rodríguez Osorio, Clara Correa Paz, Héctor Fernández Susavila, Clara Domínguez Vivero.[7]

- Desde 2016 a venido realizando distintos estudios publicados por el Trinity College, Dublin[8][9]